# Motiejus Valančius
Motiejus Valančius (16 de febrer de 1801, Narsėnai - 29 de maig de 1875, Kaunas) va ser un escriptor lituà, historiador i bisbe catòlic de Žemaičiu. Va ser conegut també amb els sobrenoms de Joteika i Ksiądz Maciek.

## Obra[1]

### Prosa
- 1868: Vaiku knygelé (Llibret per a nois i noies)
- 1868: Paaugusiu žmoniu knygelé (Llibre per a adults)
- 1863: Palangos Junzé (Josep de Palanga); un recull de contes.
- 1872: Antano Tretininko pasakojimas (El conte d'Antanos Tretininkas)

### Història
- 1848: Žemaičiu vyskupysté (Història del bisbat de Žemaičiu)
- 1858-68: Živatai šventuju (Vides de sants)